# 국가안보수호조례
국가안보수호조례(중국어: 維護國家安全條例, 영어: Safeguarding National Security Ordinance), 는 홍콩 국가보안법이 제정된 후 이를 보충하는, 홍콩 기본법 제23조에 따라 2024년 추진중인 홍콩의 법안이다. 통칭 홍콩판 국가보안법으로도 불린다.